# Argia popoluca
Argia popoluca е вид водно конче от семейство Coenagrionidae. Видът не е застрашен от изчезване.

## Разпространение
Разпространен е в Коста Рика, Мексико (Веракрус и Табаско), Панама и Хондурас.

## Описание
Популацията на вида е стабилна.